# VM for klubhold 2015 i fodbold
VM for klubhold 2015 (officielt kendt som FIFA Club World Cup Japan 2015 presented by Alibaba E-Auto af sponsormæssige årsager) var den 12. udgave af VM for klubhold, en FIFA-organiseret international klubfodboldturnering mellem de vindende hold fra hver af de seks kontinentale forbund, samt vinderen af den nationale turnering i værtslandet. Turneringen blev afholdt i Japan i perioden 10.-20. december 2015.

## Bud på værtskab
Følgende lande bød ind på værtskabet på turneringen:
- Indien (meddelte interesse i november 2014)[5]
- Japan

Japan blev officielt udnævnt som værter for turneringerne i 2015 og 2016 den 23. april 2015.

## Kvalificerede hold
| Hold                                  | Konføderation            | Kvalifikation                                | Deltagelse                                         |
| Træder ind i semifinalen              | Træder ind i semifinalen | Træder ind i semifinalen                     | Træder ind i semifinalen                           |
| ------------------------------------- | ------------------------ | -------------------------------------------- | -------------------------------------------------- |
| River Plate                           | CONMEBOL                 | Vindere af Copa Libertadores 2015            | 1.                                                 |
| Barcelona                             | UEFA                     | Vindere af UEFA Champions League 2014-15     | 4. (Tidligere: 2006, 2009, 2011)                   |
| Træder ind i kvartfinalen             |                          |                                              |                                                    |
| Guangzhou Evergrande                  | AFC                      | Vindere af AFC Champions League 2015         | 2. (Tidligere: 2013)                               |
| TP Mazembe                            | CAF                      | Vindere af CAF Champions League 2015         | 3. (Tidligere: 2009, 2010)                         |
| América                               | CONCACAF                 | Vindere af CONCACAF Champions League 2014-15 | 2. (Tidligere: 2006)                               |
| Træder ind i playoff for kvartfinalen |                          |                                              |                                                    |
| Auckland City                         | OFC                      | Vindere af OFC Champions League 2014-15      | 7. (Tidligere: 2006, 2009, 2011, 2012, 2013, 2014) |
| Sanfrecce Hiroshima                   | AFC (Vært)               | Vindere af J1 League 2015                    | 2. (Tidligere: 2012)                               |

1 I fed: Tidligere vindere af turneringen i det år

## Stadioner
Nagai Stadium i Osaka og International Stadium Yokohama i Yokohama blev den 22. maj 2015 udnævnt til at være de to stadioner, der skulle blive brugt til turneringen.
| Osaka             | Yokohama                       |
| ----------------- | ------------------------------ |
| Nagai Stadium     | International Stadium Yokohama |
| Kapacitet: 47.816 | Kapacitet: 72.327              |
|                   |                                |

## Dommere
Dommerne ved VM for klubhold 2015 var:
| Konføderation  | Dommere         | Linjedommere                                 |
| -------------- | --------------- | -------------------------------------------- |
| AFC            | Alireza Faghani | Reza Sokhandan Mohammadreza Mansouri         |
| CAF            | Sidi Alioum     | Evarist Menkouande Elvis Guy Noupue Nguegoue |
| CONCACAF       | Joel Aguilar    | Juan Francisco Zumba Marvin César Torrentera |
| CONMEBOL       | Wilmar Roldán   | Alexander Guzmán Cristian Jairo de la Cruz   |
| OFC            | Matthew Conger  | Simon Lount Tevita Makasini                  |
| UEFA           | Jonas Eriksson  | Mathias Klasenius Daniel Warnmark            |
| Vært (support) | Ryuji Sato      | Akane Yagi                                   |

## Kampe
Tidsplanen for turneringen blev offentliggjort den 24. august 2015.
Hvis en kamp var uafgjort efter normal spilletid gjaldt følgende regler:
- For slutspilskampe blev der spillet med overtid. Hvis kampen stadig er uafgjort efter overtiden bliver der afholdt straffesparkskonkurrence indtil en vinder var fundet.
- For kampe om tredjepladsen og femtepladsen blev der ikke spillet med overtid og der bliver afholdt straffesparkskonkurrence indtil en vinder var fundet.

Alle tider er lokale, JST (UTC+9).

### Playoff for kvartfinaler
| 10. december 2015 19:45 |

| Sanfrecce Hiroshima        | 2–0     | Auckland City |
| -------------------------- | ------- | ------------- |
| Minagawa 9' · Shiotani 70' | Rapport |               |

| International Stadium Yokohama, Yokohama Tilskuere: 19.421 Dommer: Sidi Alioum (Cameroon) |

### Kvartfinaler
Lodtrækningen blev afholdt den 23. september 2015 14:00, CEST (UTC+2), på FIFA's hovedkontor i Zürich, Schweiz, for at bestemme tidsplanen for kampene i kvartfinalerne.
| 13. december 2015 16:00 |

| América     | 1–2     | Guangzhou Evergrande              |
| ----------- | ------- | --------------------------------- |
| Peralta 55' | Rapport | Zheng Long 80' · Paulinho 90+3' · |

| Nagai Stadium, Osaka Tilskuere: 18.772 Dommer: Jonas Eriksson (Sverige) |

| 13. december 2015 19:30 |

| TP Mazembe | 0–3     | Sanfrecce Hiroshima                    |
| ---------- | ------- | -------------------------------------- |
|            | Rapport | Shiotani 44' · Chiba 56' · Asano 78' · |

| Nagai Stadium, Osaka Tilskuere: 23.609 Dommer: Wilmar Roldán (Colombia) |

### Kamp om femtepladsen
| 16. december 2015 16:30 |

| América                    | 2–1     | TP Mazembe   |
| -------------------------- | ------- | ------------ |
| Benedetto 19' · Zúñiga 28' | Rapport | Kalaba 43' · |

| Nagai Stadium, Osaka Tilskuere: 11.686 Dommer: Alireza Faghani (Iran) |

### Semifinaler
| 16. december 2015 19:30 |

| Sanfrecce Hiroshima | 0–1     | River Plate  |
| ------------------- | ------- | ------------ |
|                     | Rapport | Alario 72' · |

| Nagai Stadium, Osaka Tilskuere: 20.133 Dommer: Jonas Eriksson (Sverige) |

| 17. december 2015 19:30 |

| Barcelona                   | 3–0     | Guangzhou Evergrande |
| --------------------------- | ------- | -------------------- |
| Suárez 39', 50', 67' (str.) | Rapport |                      |

| International Stadium Yokohama, Yokohama Tilskuere: 63.870 Dommer: Joel Aguilar (El Salvador) |

### Kamp om tredjepladsen
| 20. december 2015 16:00 |

| Sanfrecce Hiroshima | 2–1     | Guangzhou Evergrande |
| ------------------- | ------- | -------------------- |
| Douglas 70', 83'    | Rapport | Paulinho 4' ·        |

| International Stadium Yokohama, Yokohama Tilskuere: 47.968 Dommer: Matt Conger (New Zealand) |

### Finale
| 20. december 2015 19:30 |

| River Plate | 0–3     | Barcelona                     |
| ----------- | ------- | ----------------------------- |
|             | Rapport | Messi 36' · Suárez 49', 68' · |

| International Stadium Yokohama, Yokohama Tilskuere: 66.853 Dommer: Alireza Faghani (Iran) |

## Statistik

### Målscorere
| Nr. | Spiller               | Hold                 | Mål |
| --- | --------------------- | -------------------- | --- |
| 1   | Luis Suárez           | Barcelona            | 5   |
| 2   | Paulinho              | Guangzhou Evergrande | 2   |
| 2   | Douglas               | Sanfrecce Hiroshima  | 2   |
| 2   | Tsukasa Shiotani      | Sanfrecce Hiroshima  | 2   |
| 5   | Darío Benedetto       | América              | 1   |
| 5   | Oribe Peralta         | América              | 1   |
| 5   | Martín Eduardo Zúñiga | América              | 1   |
| 5   | Lionel Messi          | Barcelona            | 1   |
| 5   | Zheng Long            | Guangzhou Evergrande | 1   |
| 5   | Rainford Kalaba       | TP Mazembe           | 1   |
| 5   | Lucas Alario          | River Plate          | 1   |
| 5   | Takuma Asano          | Sanfrecce Hiroshima  | 1   |
| 5   | Kazuhiko Chiba        | Sanfrecce Hiroshima  | 1   |
| 5   | Yusuke Minagawa       | Sanfrecce Hiroshima  | 1   |